# Victoria, Grenada
Victoria är en parishhuvudort i Grenada.   Den ligger i parishen Saint Mark, i den nordvästra delen av landet, 16 km norr om huvudstaden Saint George's. Victoria ligger 70 meter över havet och antalet invånare är 2 256. Den ligger på ön Grenada. Det är den fjärde största kommunen i östaten.
Terrängen runt Victoria är huvudsakligen kuperad, men åt sydväst är den platt. Havet är nära Victoria åt nordväst. Runt Victoria är det tätbefolkat, med 286 invånare per kvadratkilometer. Närmaste större samhälle är Saint George's, 15,5 km söder om Victoria. I omgivningarna runt Victoria växer i huvudsak städsegrön lövskog.